# USS Thornback (SS-418)
USS Thornback (SS-418) là một  tàu ngầm lớp Tench được Hải quân Hoa Kỳ chế tạo vào giai đoạn cuối Chiến tranh Thế giới thứ hai. Nó là chiếc tàu chiến duy nhất của Hải quân Hoa Kỳ được đặt cái tên này, theo tên chung của loài cá đuối Raja clavata hoặc Platyrhinoidis triseriata Nhập biên chế năm 1944, nó đã phục vụ trong giai đoạn sau cùng của Thế Chiến II, chỉ kịp thực hiện được một chuyến tuần tra duy nhất và tiêu diệt vài mục tiêu nhỏ trước khi cuộc xung đột chấm dứt. Con tàu xuất biên chế cho đến năm 1953, rồi được nâng cấp trong khuôn khổ Dự án GUPPY IIA, và đã phục vụ trong giai đoạn Chiến tranh Lạnh cho đến năm 1971. Thornback được chuyển giao cho Thổ Nhĩ Kỳ vào năm 1971 và tiếp tục phục vụ cùng Hải quân Thổ Nhĩ Kỳ như là chiếc TCG Uluçalireis (S 338) cho đến năm 2000. Nó được giữ lại bảo tồn như một tàu bảo tàng tại Bảo tàng Rahmi M. Koç, ở Sừng Vàng, Istanbul. Thornback được tặng thưởng một Ngôi sao Chiến trận do thành tích phục vụ trong Thế Chiến II.

## Thiết kế và chế tạo

### Thiết kế
Lớp tàu ngầm Tench là sự cải tiến tiếp theo của các lớp tàu ngầm hạm đội   Balao và   Gato, vốn đã chứng minh thành công trong hoạt động chống Nhật Bản tại Mặt trận Thái Bình Dương. Lớp tàu này, tích lũy những kinh nghiệm trong giai đoạn đầu của cuộc xung đột, là lớp tàu ngầm cuối cùng được Hải quân Hoa Kỳ chế tạo trong chiến tranh.
Những chiếc lớp Tench có chiều dài 311 ft 9 in (95,02 m), mạn tàu rộng 27 ft 4 in (8,33 m) và mớn nước tối đa 17 ft (5,2 m), có trọng lượng choán nước 1.570 tấn Anh (1.600 t) khi nổi và 2.414 tấn Anh (2.453 t) khi lặn. Chúng trang bị bốn động cơ diesel Fairbanks-Morse 38D8-⅛ 10-xy lanh chuyển động đối xứng, dẫn động máy phát điện để cung cấp điện năng cho hai động cơ điện, đạt được công suất 5.400 shp (4.000 kW) cho phép di chuyển với tốc độ tối đa 20,25 hải lý trên giờ (37,50 km/h) khi nổi. Khi hoạt động ngầm dưới nước, chúng được cung cấp điện từ hai dàn ắc-quy Sargo 126-cell để vận hành hai động cơ điện General Electric lõi kép tốc độ chậm, có công suất 2.740 shp (2.040 kW) và đạt tốc độ tối đa 8,75 kn (16,21 km/h). Tầm xa hoạt động là 16.000 hải lý (30.000 km) khi đi trên mặt nước ở tốc độ 10 kn (19 km/h) và có thể hoạt động kéo dài đến 75 ngày; tuy nhiên khả năng hoạt động ngầm bị giới hạn bởi dung lượng điện ắc-quy, sẽ cạn trong 48 giờ khi di chuyển với tốc độ 2 kn (3,7 km/h). Chiếc tàu ngầm mang theo tiếp liệu đủ cho mười sĩ quan và 71 thủy thủ trong 75 ngày.
Lớp Tench được trang bị mười ống phóng ngư lôi 21 in (530 mm), gồm sáu ống trước mũi và bốn ống phía đuôi tàu, và mang theo tổng cộng 28 quả ngư lôi. Vũ khí trên boong tàu gồm một hải pháo 5 inch/25 caliber, một khẩu pháo phòng không Bofors 40 mm nòng đơn và một khẩu đội Oerlikon 20 mm nòng đôi, kèm theo hai súng máy .50 caliber.

### Chế tạo
Thornback được đặt hàng vào ngày 22 tháng 2, 1943 và được đặt lườn tại Xưởng hải quân Portsmouth ở Kittery, Maine vào ngày 5 tháng 4, 1944. Nó được hạ thủy vào ngày 7 tháng 7, 1944, được đỡ đầu bởi bà Peter K. Fischler, và được cho nhập biên chế cùng Hải quân Hoa Kỳ vào ngày 13 tháng 10, 1944 dưới quyền chỉ huy của Hạm trưởng, Trung tá Hải quân Ernest P. Abrahamson.

## Lịch sử hoạt động

### USSThornback

#### Thế Chiến II
Sau khi hoàn tất việc chạy thử máy và huấn luyện, Thornback khởi hành từ Căn cứ Tàu ngầm Hải quân tại New London, Connecticut vào ngày 20 tháng 3, 1945 và băng qua kênh đào Panama để đi sang khu vực Thái Bình Dương. Nó đi đến Trân Châu Cảng vào ngày 25 tháng 5, và tiếp tục được huấn luyện tại vùng biển quần đảo Hawaii. Khi nó xuất phát vào ngày 11 tháng 6 cho chuyến tuần tra duy nhất trong chiến tranh, và đang di chuyển dọc luồng ra vào Trân Châu Cảng, một đội hình xuồng đổ bộ Landing Craft Infantry (LCI) di chuyển nghịch hướng đã buộc chiếc tàu ngầm phải di chuyển sát bờ, và làm hư hại vòm sonar. Chuyến đi bị trì hoãn mất hai ngày trong khi Thornback được sửa chữa.
Trên đường hướng sang Saipan thuộc quần đảo Mariana, Thornback được lệnh chuyển hướng đến Guam và đến nơi vào ngày 25 tháng 6. Nó tiếp tục chuyến tuần tra từ ngày 30 tháng 6, đảm nhiệm vai trò chỉ huy của một bầy sói có biệt danh "Abe's Abolishers", và làm nhiệm vụ dọn đường cho Đệ Tam hạm đội hoạt động tại khu vực Tokyo-Yokohama, trước khi chuyển sang tuần tra dọc bờ biển phía Đông Honshū và phía Nam Hokkaidō. Tuy nhiên hoàn cảnh thời tiết xấu và tầm nhìn kém đã giới hạn hoạt động của bầy sói. Thornback nhìn thấy một tàu bệnh viện vào ngày 5 tháng 7, và đã để cho con tàu di chuyển an toàn. Sáu ngày sau đó, chiếc tàu ngầm gặp tai nạn khi một đám cháy nhỏ bùng phát trong phòng máy bơm, nên phải tạm thời tắt máy điều hòa không khí số 1 để tiến hành sửa chữa.
Thornback đã gặp gỡ chiếc Sea Poacher (SS-406) vào ngày 15 tháng 7, và hai chiếc tàu ngầm đã trao đổi thông tin về khu vực tuần tra cũng như hoán đổi những cuộn phim giải trí mang theo trên tàu. Sáu ngày sau đó, Thornback hướng lên phía Bắc để tuần tra ngoài khơi mũi Erimo, Hokkaidō, một khu vực từng chịu đựng chiến dịch không kích của các tàu sân bay thuộc Lực lượng Đặc nhiệm 38. Ở vị trí 8.000 yd (7.300 m) ngoài khơi Hei Saki vào ngày 26 tháng 7, chiếc tàu ngầm dò được tín hiệu sonar một tàu hộ tống Nhật Bản lúc 04 giờ 00. Nó cơ động đến vị trí thuận lợi và phóng một quả ngư lôi phía đuôi tấn công lúc 04 giờ 29 phút, nghe thấy một vụ nổ nhỏ và chân vịt tàu đối phương ngừng quay. Ngay sau đó nó dò thấy âm thanh của hai tàu hộ tống khác đang tiếp cận, nhưng kích cỡ nhỏ của chúng không đáng để tiêu phí ngư lôi. Sau khi xác định mục tiêu ban đầu đã bị đánh chìm, đồng thời máy bay đối phương bắt đầu tuần tra trên không, Thornback rời bỏ khu vực, và tàu đối phương cũng từ bỏ việc truy đuổi để cứu vớt những người sống sót.
Ba ngày sau đó, qua kính tiềm vọng, Thornback phát hiện một tàu chở hàng khoảng 950 tấn ở khoảng cách 2.000 yd (1.800 m) đang di chuyển gần bờ; tuy nhiên chỉ không lâu sau đó, mục tiêu lẫn khuất vào sương mù. Thornback vẫn phóng năm quả ngư lôi tấn công, nhưng tất cả đều bị trượt. Chiếc tàu ngầm lại nhìn thấy mục tiêu và phóng thêm ba quả ngư lôi nữa, khiến tàu chở hàng đối phương bốc cháy. Bất chấp tầm nhìn kém, Thornback tiếp cận mục tiêu ở khoảng cách 300 yd (270 m) và ghi thêm nhiều phát đạn pháo 40-mm trúng đích. Tuy nhiên cuối cùng mục tiêu cặp sát bờ và biến mất trong làn sương mù.
Thornback hoạt động trên mặt nước ngoài khơi Hokkaidō trong ngày 31 tháng 7, và đã phải lẫn tránh nhiều máy bay tuần tra đối phương. Ở vị trí khoảng 5 nmi (9,3 km) ngoài khơi Ōsaki, Honshu, nó bắt gặp một mục tiêu dài khoảng 100 foot (30 m), được xác định là tàu săn ngầm Ch-43 (453 tấn), từ khoảng cách 500 yd (460 m) và đã tiếp cận mục tiêu. Pháo 5-inch của Thornback không thể bắt được mục tiêu qua kính ngắm nên phải chuyển sang ngắm trực tiếp, trong khi hỏa lực pháo 40-mm ghi được nhiều phát trúng đích tại mực nước và cầu tàu đối phương. Sau hai lượt tấn công, tàu đối phương cố lết vào bờ với tốc độ 3 kn (5,6 km/h); còn chiếc tàu ngầm rút lui ngang qua một vệt dầu loang lớn và một cột buồm của tàu tuần tra đối phương.
Cuối ngày hôm đó Thornback gặp gỡ Sea Poacher ngoài khơi Kesennuma, Miyagi, rồi cùng hướng lên phía Bắc đến địa điểm hẹn gặp tàu ngầm Angler (SS-240), với nhiệm vụ tiến hành một đợt bắn phá lên Hokkaidō. Đến 14 giờ 02 phút ngày 1 tháng 8, bầy sói "Abe's Abolishers", bao gồm Thornback, Angler và Sea Poacher, di chuyển song song với bờ biển để bắn phá Urakawa bằng pháo 5-inch và 40-mm trong suốt 25 phút, gây hư hại nặng cho một xưởng và một nhà máy điện.
Sau khi kết thúc đợt bắn phá, Thornback lên đường quay trở về căn cứ Midway, đến nơi vào ngày 8 tháng 8. Chỉ bảy ngày sau đó, xung đột kết thúc khi Nhật Bản chấp nhận đầu hàng vào ngày 15 tháng 8. Chiếc tàu ngầm lên đường quay trở về Hoa Kỳ, đi sang vùng bờ Đông, nơi nó được cho xuất biên chế tại New London vào ngày 6 tháng 4, 1946 và được đưa về Hạm đội Dự bị Đại Tây Dương.

#### 1953 - 1971
Vào năm 1953, Thornback được đưa ra khỏi thành phần dự bị và được kéo đến Xưởng hải quân Portsmouth, nơi con tàu được nâng cấp trong khuôn khổ Dự án GUPPY IIA. Sau khi được hiện đại hóa nhằm cải thiện tính năng lặn dưới nước, nó nhập biên chế trở lại vào ngày 2 tháng 10, 1953 dưới quyền chỉ huy của Hạm trưởng, Thiếu tá Hải quân Thomas C. Jones, Jr., và gia nhập Hải đội Tàu ngầm 4.
Khi tiến hành chạy thử máy, Thornback đã lần đầu tiên lặn với ống hơi trên sông Mississippi  tại New Orleans, Louisiana vào ngày 6 tháng 11, 1954. Nó cùng với Hải đội Tàu ngầm 4 được điều đến đặt căn cứ tại Key West, Florida, và bản thân nó đã viếng thăm nhiều cảng tại vùng biển Caribe trước khi đi đến Xưởng hải quân Charleston vào tháng 2, 1956 để được đại tu. Sau khi hoàn tất, nó được phái sang hoạt động cùng Đệ Lục hạm đội tại khu vực Địa Trung Hải, và quay trở về Key West vào tháng 3, 1957. Trong giai đoạn phục vụ cùng Hải đội Tàu ngầm 4, con tàu tham gia hỗ trợ cho hoạt động của Lực lượng Phát triển Tác chiến, Trường Sonar Hạm đội cũng như với Đơn vị Huấn luyện Hạm đội tại vịnh Guantánamo, Cuba.
Vào ngày 2 tháng 6, 1958, Thornback rời vùng biển Caribe để đi sang Londonderry, Bắc Ireland, nơi nó tập trận phối hợp cùng Trường Chống ngầm Hải quân-Không quân Hoàng gia Anh. Đang trong quá trình tập trận, chiếc tàu ngầm bị hư hại chân vịt bên mạn trái, nên đã trở thành tàu ngầm Hoa Kỳ đầu tiên đi vào ụ tàu Faslane của Hải quân Hoàng gia để sửa chữa. Thornback sau đó quay trở lại vùng biển Địa Trung Hải cho lượt hoạt động thứ hai cùng Đệ Lục hạm đội, kéo dài từ ngày 2 tháng 7 đến ngày 24 tháng 9, 1958. Trong thời gian còn lại của quãng đời hoạt động, Thornback đặt căn cứ tại Charleston, South Carolina, và đưa về thành phần dự bị từ ngày 14 tháng 4, 1971.

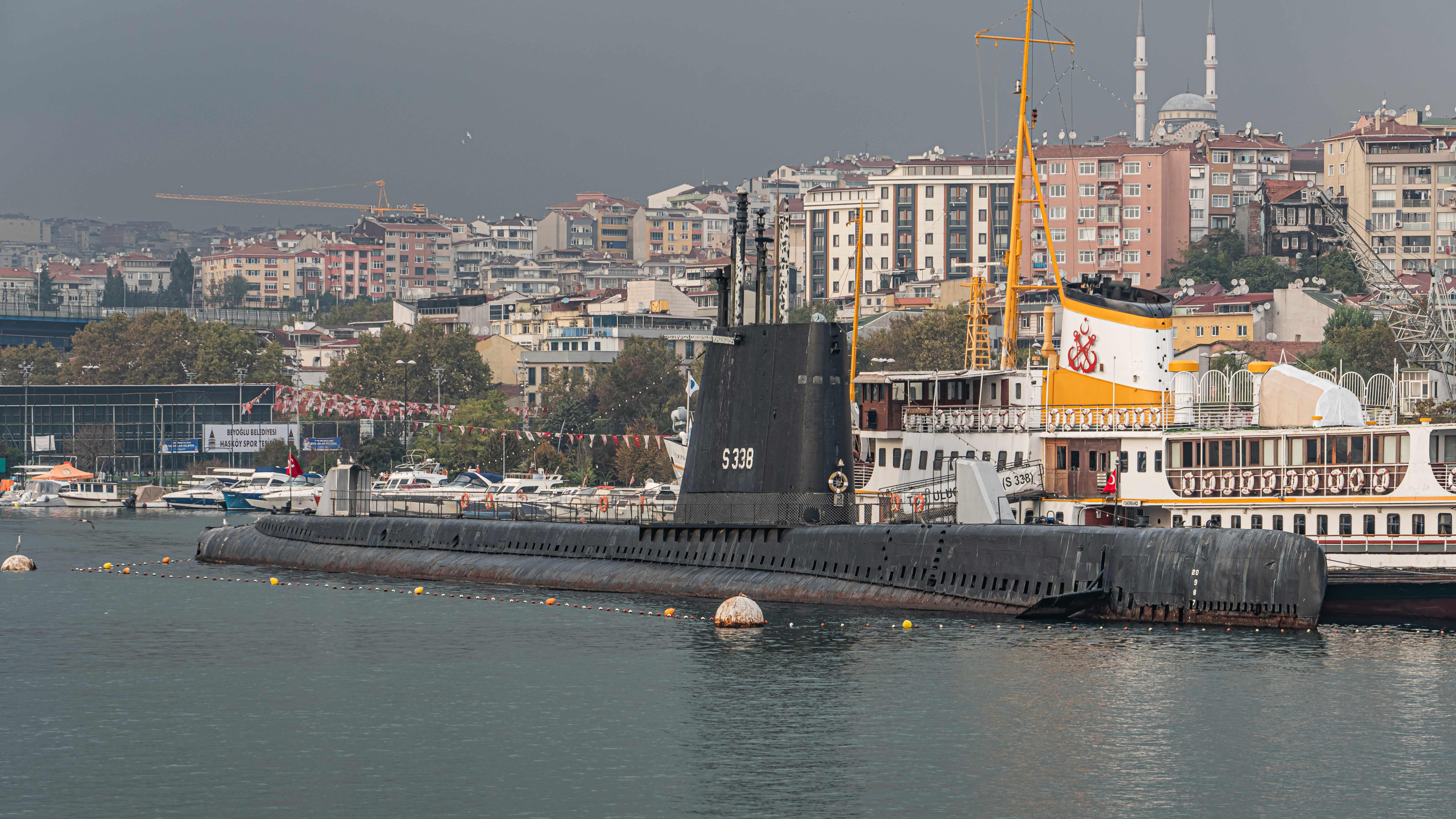
TCG Uluçalireis neo đậu tại Bảo tàng Rahmi M. Koç ở Sừng Vàng, Istanbul

### TCGUluçalireis(S 338)
Chiếc tàu ngầm được cho xuất biên chế vào ngày 1 tháng 7, 1971, đồng thời được chuyển cho Thổ Nhĩ Kỳ, và nhập biên chế cùng Hải quân Thổ Nhĩ Kỳ như là chiếc TCG Uluçalireis (S 338), tên được đặt theo vị Đô đốc Ottoman Uluç Ali Reis (1519-1587). Tên nó được cho rút khỏi danh sách Đăng bạ Hải quân Hoa Kỳ vào ngày 1 tháng 8, 1973. Uluçalireis được cho ngừng hoạt động vào năm 2000, và hiện là một tàu bảo tàng thuộc Bảo tàng Rahmi M. Koç ở Sừng Vàng, Istanbul.

## Phần thưởng
Thornback được tặng thưởng một Ngôi sao Chiến trận do thành tích phục vụ trong Thế Chiến II.
|                           |  |  |
| Bronze star · Bronze star |  |  |

| Dãi băng Hoạt động Tác chiến                                            | Dãi băng Hoạt động Tác chiến         | Huân chương Chiến dịch Hoa Kỳ        | Huân chương Chiến dịch Hoa Kỳ         |
| Huân chương Chiến dịch Châu Á-Thái Bình Dương với 2 Ngôi sao Chiến trận | Huân chương Chiến thắng Thế Chiến II | Huân chương Chiến thắng Thế Chiến II | Huân chương Phục vụ Phòng vệ Quốc gia |